# Số liệu hỗn hợp
Trong thống kê và kinh tế lượng, panel data hay số liệu hỗn hợp (hay dữ liệu bảng) là cách gọi dành cho cơ sở dữ liệu nhiều chiều. Số liệu hỗn hợp gồm các quan sát về nhiều biến rút ra qua nhiều thời điểm khác nhau.
Dữ liệu chuỗi thời gian và dữ liệu chéo là các trường hợp đặc biệt của số liệu hỗn hợp khi chỉ xét một chiều.

## Ví dụ
| balanced panel: |  | unbalanced panel: |
| --- |  | --- |
| {\displaystyle {\begin{matrix}\mathrm {person} &\mathrm {year} &\mathrm {income} &\mathrm {age} &\mathrm {sex} \\1&2003&1500&27&1\\1&2004&1700&28&1\\1&2005&2000&29&1\\2&2003&2100&41&2\\2&2004&2100&42&2\\2&2005&2200&43&2\end{matrix}}} |  | {\displaystyle {\begin{matrix}\mathrm {person} &\mathrm {year} &\mathrm {income} &\mathrm {age} &\mathrm {sex} \\1&2003&1500&27&1\\1&2004&1700&28&1\\2&2003&2100&41&2\\2&2004&2100&42&2\\2&2005&2200&43&2\\3&2004&3000&35&1\end{matrix}}} |

## Phân tích số liệu hỗn hợp
Một tập hợp số liệu hỗn hợp có dạng
{\displaystyle X_{it},\;i=1,\dots ,N\;t=1,\dots ,T,}

trong đó {\displaystyle i} là chiều {\displaystyle i} and {\displaystyle t} là chiều thời gian. Một mô hình hồi quy số liệu hỗn hợp tổng quan được viết là {\displaystyle y_{it}=\alpha +\beta 'X_{it}+u_{it}.}
Các giả thuyết khác nhau có thể được đưa ra về cấu trúc chính xác của mô hình này. Hai mô hình quan trọng là mô hình ảnh hưởng cố định và mô hình ảnh hưởng ngẫu nhiên. Mô hình ảnh hưởng cố định được viết là:
{\displaystyle y_{it}=\alpha +\beta 'X_{it}+u_{it},}
{\displaystyle u_{it}=\mu _{i}+\nu _{it}.}
{\displaystyle \mu _{i}} là ảnh hưởng cụ thể của các nhân không biến thiên theo thời gian (ví dụ trong bảng của các nước, ảnh hưởng có thẻ là dân số, thời tiết...) và bởi vì chúng ta giả sử chúng cố định theo thời gian, nên mô hình này được gọi là mô hình ảnh hưởng cố định.
Mô hình ảnh hưởng ngẫu nhiên giả sử thêm rằng
{\displaystyle \mu _{i}\sim {\text{i.i.d.}}N(0,\sigma _{\mu }^{2})}
và
{\displaystyle \nu _{it}\sim {\text{i.i.d.}}N(0,\sigma _{\nu }^{2}),}
theo đó, hai thành phần sai số độc lập với nhau.